# Phénicianisme
Le phénicianisme est un type de protochronisme (mouvement pseudo-historique nationaliste) qui affirme que les Libanais et les Tunisiens descendraient en ligne directe respectivement des Phéniciens et des Carthaginois antiques.

## Histoire
Le concept a notamment été développé par les intellectuels Michel Chiha et Youssef Al Sauda aux débuts du mandat français en Syrie-Liban, afin de justifier la création d'un État séparé du Liban.
Les tenants de cette idéologie ne s'appliquent pas le terme de « phénicianisme ». Celui-ci est plutôt utilisé par leurs adversaires, et le terme a acquis une connotation péjorative dans certains milieux, particulièrement chez les adeptes du nationalisme arabe.
Le phénicianisme fait toujours l'objet d'un vif débat au Liban. Certains maronites se disent descendants des Phéniciens tandis que d'autres avancent que si les Phéniciens ont des descendants, ce sont sûrement les habitants de la côte, c'est-à-dire les orthodoxes et les sunnites du littoral.
Le poète Saïd Akl a quant à lui défendu des idées similaires de spécificité libanaise irréductible sous la dénomination de « libanisme », en revendiquant l'utilisation du dialecte arabe libanais écrit en caractères latins comme langue littéraire et nationale.
Un autre pays de la région où des ascendances phéniciennes plus ou moins mythiques ont été politiquement instrumentalisées est Malte, dans la première moitié du XXe siècle, avant que Malte n'obtienne son indépendance de la domination britanniques en 1964, de nombreux politiciens locaux souhaitaient l'annexion à l'Italie et l'abandon du maltais, dialecte arabe, leurs adversaires soutenant qu'il s'agissait d'une langue dérivée du phénicien, et non de l'arabe, cette dernière langue étant associée dans l'imaginaire local à la religion musulmane.
En Tunisie, certains courants populaires et élitistes définissent l'héritage phénicien (et plus particulièrement Carthaginois) non pas comme un élément extérieur, mais comme une partie intégrante de leur patrimoine. 

## Source
- Asher Kaufman, « Phoenicianism: The Formation of an Identity in Lebanon in 1920 », Middle Eastern Studies, janvier 2001.